# 殿川内渓谷
殿川内渓谷（とのかわちけいこく）は、徳島県勝浦郡上勝町生実を流れる勝浦川上流部に位置する渓谷。延長6km。

## 概要
中部山渓県立自然公園に指定されており、新緑や紅葉など、四季の風景を楽しむことができる。渓谷には落差30mの百間滝があり、歩道がすぐ側にある為、間近で眺めることができる。
日本一長い林道である剣山スーパー林道沿いに見どころが広がっている（ただし12月1日～3月31日の間は積雪のため通行止めとなる）。とくしま水紀行50選に選定。

## アクセス
- 徳島自動車道「徳島インターチェンジ」より約2時間。
- JR「徳島駅」より車で約1時間30分。
- 徳島バスより勝浦線「落合」下車。そこから車で約30分。